# Інститут права
Інститу́т пра́ва — система відносно відокремлених від інших і пов'язаних між собою правових норм, які регулюють певну групу (вид) однорідних суспільних відносин. Інститути права — необхідна ланка в цілісній системі права. Як правило, кожна галузь права має інститути права як свій самостійний структурний підрозділ.
Наприклад, галузь цивільного права України включає такі інститути, як інститут права власності, інститут зобов'язального права, інститут спадкування та інші.

## Принципи правових інститутів
Принципи правових інститутів — основні ідеї, що лежать в основі побудови певного інституту права. Вони діють у межах однорідних суспільних відносин, що регулюються нормами окремого інституту. Іноді їх ототожнюють з загальноправовими або галузевими принципами, піддаючи сумніву саму необхідність існування принципів окремих інститутів права. Однак принципи окремих інститутів права становлять цілком самостійну наукову категорію і виступають конкретизуючим елементом системи загальних принципів права. Так, інституту призначення покарання у кримінальному праві кореспондує система принципів, які є логічним продовженням загальних засад, характерних для держав з демократичною і гуманістичною орієнтацією, зокрема: — законність покарання у розумінні його конкретного прояву — визначеність покарання у вироку суду; — обґрунтованість і обов'язковість його мотивування у вироку — гуманність конкретного покарання, яке не може спричиняти фізичних страждань засудженому або принижувати його людську гідність; — індивідуалізація покарання, тобто відповідність покарання небезпечності особи злочинця та характеру злочину.
Свої принципи притаманні інститутам цивільного процесу. Наприклад, у стадії виконавчого провадження можна вирізнити такі принципи: — виконання судових рішень державними виконавцями; — швидке і реальне виконання судових рішень; — мирова угода у виконавчому провадженні; — диспозитивність виконавчого провадження; — повернення стягнення на майно боржника та ін.
Різноманітність розглянутих принципів дозволила дослідникам дійти висновку про неможливість дати вичерпний перелік принципів, що діють
у праві. Це означає, що нові принципи можуть виводитися із соціальної дійсності і досліджуватися як відносно самостійні феномени.

## Властивості інституту права
Інститут права має наступні властивості:
1) його зміст має текстовий вираз в вигляді групи виокремлених понять, термінів, конструкцій (наприклад, «спадкоємець» — в інституті спадкування у цивільному праві; «автор», «винахідник» — основні поняття авторського права; «посадова особа» — в кримінальному праві; «покупець», «продавець» — у цивільному праві; «трудова дисципліна» — у трудовому праві тощо). Ці поняття створені законодавцем у межах саме даних інститутів і є наслідком їх розвитку;
2) норми інституту права набувають своєрідного офіційного способу закріплення в законодавстві: а) в окремому нормативно-правовому акті (наприклад, в Законі України «Про авторське право і суміжні права») або
б) лише в окремому розділі нормативно-правового акта (наприклад, у главі «Купівля-продаж» у Цивільному кодексі України); книзі (наприклад, «Право власності» у Цивільному кодексі України).

## Місце інститутів права в системі права України
Інститути права — необхідна ланка в цілісній системі права. Як правило, кожна галузь права має інститути права як свій самостійний структурний підрозділ. Наприклад, галузь конституційного права — «інститут громадянства», «інститут виборчого права» та ін. Галузь цивільного права — інститути «купівлі-продажу», «представництва», «спадкування», «відшкодування шкоди», «дарування» та ін. Галузь кримінального права — інститут «необхідної оборони», інститут «крайньої необхідності», інститут «затримання особи, яка явно вчинила суспільне небезпечне діяння» та ін. Галузь екологічного права — інститут права власності на природні ресурси і об'єкти, інститут природокористування, інститут правової охорони природних ресурсів і навколишнього середовища і т. д.
Проте інститути права можуть складатися з правових норм різних галузей, бути міжгалузевими. Головне призначення інститутів права — у межах своєї групи однорідних суспільних відносин забезпечити суцільне, відносно закінчене регулювання.

## Класифікація правових інститутів
Інститути права за сферою поширення (або за складом):
- галузеві (інститут спадкування);
- міжгалузеві (інститут відповідальності за екологічні правопорушення, інститут приватної власності).

Інститути права за функціональною роллю:
- регулятивні (інститут міни);
- охоронні (інститут кримінальної відповідальності).

Інститути права за субординацією у правовому регулюванні:
- матеріальні (інститут підряду);
- процесуальні (інститут порушення кримінальної справи).

Родинні інститути однієї й тієї самої галузі права утворюють підгалузі права.